# كرايغ روس
كرايغ روس (بالإنجليزية: Craig Ross)‏ هو موسيقي وعازف قيثارة أمريكي، ولد في القرن العشرين في لوس أنجلوس في الولايات المتحدة.

## وصلات خارجية
- الموقع الرسمي
- كرايغ روس على موقع ميوزك برينز (الإنجليزية)
- كرايغ روس على موقع ديسكوغز (الإنجليزية)